# 农业大纲
以下是有关农业主题的大綱。

## 农业定义
农业可被描述为下述活动：
- 一类劳动
- 一门学术学科
- 一门科学
  - 一门应用科学
- 一种产业

### 农业活动
- 农业周期（英语：Agricultural cycle） - 作物生长与收获的周期。
- 土地利用 – 自然环境或野地的管理与改造，用于建设牧场、田地、草场或定居点。

### 农业生产
- 经济作物 – 以销售盈利为目的而种植的作物。
- 农业产品
  - 食物 – 任何可为身体提供营养的物质。
  - 天然纤维 - 具有延展性的细丝状材料，可用于制造丝线或绳索。天然纤维常来自植物、动物或矿物产品。
  - 木料 - 砍伐后用于建筑的木材，或是用于造纸的木浆。
  - 纸 – 用于书写或印刷（或作为容器）的材料，通常由植物纤维制成。
  - 医药 - 许多医药都从农业产物（包括动物与植物）中提取，尤其是传统医学中的药物。
  - 生物燃料 - 从农业作物或作物加工品种提取并转化的燃料，例如木柴、生物柴油、气态甲烷等。

### 农业资源
- 农业用地 – 指适合农业生产的土地，用途包括农作物种植和牲畜养殖，是农业的主要资源。
- 劳动（经济学） – 衡量人类所做工作的指标。
- 水 – 化学式为 H2O 的化学物质，是生命维持与发展的必需品。
- 农业机械 – 在农业活动中使用的机械设备。
- 肥料 – 天然或人工合成的，包含植物所需养分的化学产品（调节土壤酸碱度的石灰材料除外），通常直接添加到土壤中。

## 农业分支

### 按生产对象
- 农学 – 研究与农作物生产相关领域的科学，包括作物生长发育规律及其与外界环境条件的关系、病虫害防治、土壤与营养、种植制度、遗传育种等领域。
  - 有机园艺 – 以不使用农药来病虫害防治和使用有机肥料中的基本原则种植水果，蔬菜，花卉或观赏植物的科学和艺术。
- 畜牧业 – 驯养、择种并繁殖陆生哺乳动物（牲畜，主要是有蹄类）和鸟类（家禽，主要是陆禽和游禽）的活动。

### 按产业

#### 养殖业
- 水产养殖 – 养殖水生生物，如鱼类、甲壳类、软体动物和水生植物。
  - 海水养殖（英语：Mariculture） – 水产养殖的分支，在开阔海域、海洋的封闭区域或装有海水的水槽、池塘或水道中养殖海洋生物。
- 鳄鱼养殖（英语：Crocodile farm） – 饲养鳄鱼以生产肉类和皮革。

- 家猪养殖
- 家禽养殖
- 养蚕业 – 为生产生丝而饲养蚕。
- 牧羊
- 酪农业 – 以生产奶制品为目的的农业养殖，养殖对象通常为奶牛，但有时也包括山羊和绵羊。兼具奶产品的生产与加工。

#### 农场
- 合同农场（英语：Contract farming） - 依据买家与农民达成协议而进行生产的农场。
- 综合农场（英语：Integrated farming） - 综合了作物种植与牲畜养殖的农场。
- 果园 - 对果树的种植与管理，以销售为目的生产水果或坚果。
- 有机农场 - 借助轮作、绿肥、生物防治等技术，避免使用化学产品的农场。
- 葡萄园 - 葡萄的栽培与收获。

##### 农场设施
- 农作物 - 农场中以食物、饲料、燃料或经济目的种植的植物或真菌。
- 农场 - 特定用途的土地及其建筑物，以出售为目的种植作物、养殖牲畜。
- 温室 - 控制为特定温度环境的植物生产建筑。

##### 农场设备
农业机械 - 用于帮助农业生产的机械设备。
- 壓捆機（英语：Baler） - 用于将收割的农作物（如干草、棉花、秸秆等）扎捆打包，以便于运输储存。
- 联合收割机 - 用于收割谷物。
- 农用拖拉机 - 特殊设计的车辆，具备较大牵引力，速度较慢，用于牵引农用建筑材料或机械。
- 廄肥撒布機（英语：Manure spreader） - 用于在田野中施有机肥。
- 割草機 - 用于切割土地上的草或其它植物。
- 皮卡 - 后部可装卸货物的轻型车辆。
- 犁 - 在作物播种前用于碾碎土块、翻动土壤的工具或机械，是农业活动中最常使用的工具之一。

##### 农场产品
- 牲畜 - 在农业活动中饲养的动物，用于生产食物、纤维，或是充当劳动力。通常是指养殖的陆生哺乳动物与禽类，例如：
  - 牛 - 包括作为食物或劳动力的家牛，以及用于生产奶制品的奶牛。
  - 猪
  - 家禽 - 由人类驯化的鸟类，通常用于生产肉类和蛋。
  - 绵羊 - 通常用于生产羊毛。

- 农产品 - 包括谷物、水果、蔬菜等用作食物的植物产品。
  - 谷物 - 禾本科作物产品，常作为主食。
  - 水果 - 被子植物的生殖器官，以子房为主体形成。
  - 豆子 - 豆科植物的果实，是一类干果。
  - 坚果 - 部分植物的硬壳果实。
  - 蔬菜 - 可食用的植物部分，通常是根、茎或叶，一般不包括种子和甜的果实（水果）。

##### 农场方法与实践
- 气耕 - 不使用土壤或介质，而是在气态或薄雾环境下种植植物。
- 鱼菜共生 - 水产养殖与水耕栽培的结合。
- 人工选择 - 针对理想性状的人工选择培育。
- 农业展览（英语：Field day (agriculture)） - 针对农业活动的机械、设备与技能展览。
- 放牧 - 食草动物的一种养殖方法。
- 水耕栽培 - 不使用土壤的种植方法。
- 间作（英语：Intercropping） - 同时在邻近区域种植多种作物的方法。
- 灌溉 - 人工向土地中浇灌水分。
- 樸門 - 把原生态、园艺和农业及许多不同领域知识相结合，透过结合各种元素设计而成的准自然系统。
- 授粉管理（英语：Pollination management） - 借助对特定物种的授粉研究，设计出特定的授粉计划，以提高作物产量或产品质量。
- 可持续农业 - 采用生态学原则的农耕方法，研究生物与其环境的互动。

#### 养蜂业
- 养蜂厂 - 放置蜂箱场地。
- 蜂学 - 研究蜜蜂相关的学科。
- 蜜蜂 - 养蜂业的养殖对象，其与蚂蚁、黄蜂有较近的演化关系，可帮助植物授粉，并生产蜂蜜与蜂蜡。
- 蜂箱 - 人工设计的用于蜜蜂生活与哺育幼蜂的封闭设施。
- 养蜂人 - 养蜂从业者。
- 蜂蜜 - 蜜蜂使用花蜜制成的产物。

#### 渔业
渔场 - 开发、利用和培育各类水生生物资源的生产事业。
捕鱼 - 人类对鱼类的捕捉，相关实践包括徒手抓捕，使用矛、渔网等工具，或钓鱼诱捕等技术。

#### 林业
林业 - 对森林资源的保护、管理与使用，以及相关的科学研究，其下包括：
- 混农林业 - 树木、灌木与农作物的混种，籍此获取额外互动效益。
- 森林设计（英语：Analog forestry） - 对森林系统的规划与管理，主要在热带或亚热带地区实践。
- 森林园艺 - 建立于林地生态系的蔬食混农林业，产品包括水果、坚果类果树，以及香料和蔬菜。
- 森林农场 - 以四个原则：有意、综合、集约、互动为管理基础，首要考虑森林的健康发展，其次关注农业作物种植与动物养殖，农产品加工与销售。

#### 牧场
牧场 -  主要饲养哺乳类食草家畜，例如牛、马、羊，用于生产肉类或羊毛。

### 按气候
- 旱地农业 - 在旱地开展的农业活动，该区域通常有凉爽的雨季与温暖的旱季之分，主要涉及非灌溉农作物有关的特定农业技术。
- 热带农业（英语：Tropical agriculture） - 热带地区的农业活动。
- 农业活动的温室气体排放（英语：Greenhouse gas emissions from agriculture）

## 农业学科

### 自然科学
农业科学 - 跨领域的学科，包括生物学、社会科学，以及有关农业的实务及理解。
农学 - 狭义上专指农艺学，是研究与农作物生产相关领域的科学，包括作物生长发育规律及其与外界环境条件的关系、病虫害防治、土壤与营养、种植制度、遗传育种等领域。广义的农学则涵盖农业相关的各类科学领域。
农业化学 - 利用化学技术研究农业主题的学科，关注农产品的生产、加工，以及对农业环境影响的检测与修复。
农业物理学 - 与农业相关的物理学研究，研究对象为农业生态系统——其中受人类活动影响的生物对象、生态环境、生物群落。
农业地理学 - 研究人类农业生产地域的差异及其规律的学科，是经济地理学的一个分支学科，也是农业科学的一个研究领域。

#### 工程学
农业工程 - 把工程科学和技术知识使用于农业生产，加工以及农村生活环境改善与生态维护的工程学科。与此相关的主题包括：
- 农用机械 - 农业活动中使用的机械设备。
- 生化工程 - 应用生物化学技术制造食物、饲料、药物、保健品、化学产品、聚合材料、纸张等产品。
- 美国农场中的电能效率（英语：Electrical energy efficiency on United States farms） - 农场用电的方式与效率提升方法。
- 电子学 - 电子元件，如空管、晶体管、二极管和集成电路的研究，可用于农业自动化。
- 能量 - 某一物理系统对其它系统的做功能力，农业活动的基础。
- 食品工程 - 结合微生物学和工程学的食品生产加工学科。
- 自然资源 - 通常在不受人类干涉的自然环境下产生，其丰富程度通常由环境中生物多样性和地理多样性决定。
- 系统工程 - 复杂工程项目的设计与管理。
- 作坊 - 带有制造或修理物品所需器械的房屋。
- 结构 - 农业建筑。

#### 动物学
动物科学 - 研究家畜的饲养、管理、繁育以及其制品利用的科学，研究方向包含：
- 家畜育种（英语：Animal breeding） - 评估家畜的遗传价值，针对生长速度，肉、蛋产量进行筛选培育，以优化农业产出。
- 动物营养（英语：Animal nutrition） - 关于动物，尤其是家畜的日常营养。
- 渔业科学 - 渔业管理学科。
- 家禽科学 - 针对家禽，例如鸡、鸭、鹅、火鸡等动物的研究。

#### 植物学
植物科学 - 研究植物形态解剖、生长发育、生理生态、系统进化、分类以及与人类的关系的综合性科学。其有关农业的分支学科有：
- 作物科学 - 研究范围广泛的跨学科领域，包括自然科学、经济学、社会科学研究，致力于农业的实践与理解。
- 植物病理学 - 研究植物病原体和致病环境的学科。
- 林业 - 对树木和森林（包括竹林）进行经营、管理，对与其相关的野生动植物资源等生态环境进行保护、管理的行业和科学。
- 园艺 - 人力投入较大的植物种植培育活动。
- 植物配种 - 透过改变植物的特征而产生所期望的特性的艺术和科学。
- 肥料 - 任何有机或人工合成的化学产品，其可增加土壤营养，利于植物生长。

#### 土壤
土壤科学 - 对地球土壤的研究，包括土壤形成，分类和映射；土壤的物理，化学，生物和肥力性质；以及土壤的使用与管理。其中与农业相关的子领域有：
- 土壤类型 - 对不同土壤的研究与分类。
- 土壤学 - 研究土壤及其生成的学科。
- 土壤化学 - 对于土壤的化学特性的研究。土壤化学受到矿物质、有机物、环境相关等的因素的影响。
- 农业土壤科学（英语：Agricultural soil science） - 研究农业生产中土壤科学问题的学科。
- 农业地质学 - 是地质学的一个分支，主要是研究一些可耕作土壤和肥料的成分。
- 农用矿物（英语：Agrominerals） - 研究对作物有重要影响的矿物质，通常是植物必需的养分。
- 水土流失 - 指土壤因外力影响而受破坏、移动和堆积而流失，以至于被土壤承载容纳的地表水和地下水资源也因此一同损失。
- 土地开发（英语：Land development） - 开发土地为人类所用。
- 土壤侵蚀 - 地表土壤因自然因素（例如风和水）而被转移至其它地方的现象。
- 土壤退化作用 - 因自然环境不利因素和人为利用不当引起土壤肥力下降、植物生长条件恶化和土壤生产力减退的过程。
- 土壤调节剂（英语：Soil conditioner） - 添加至土壤中以改善作物生长，维持健康的物质。
- 土壤生物学（英语：Soil biology） - 土壤生物研究。

#### 生物工程
生物工程学 - 将工程学方法应用至生物学和医学领域，以满足人类对生物制品需求的学科。其下包含：
- 基因工程 - 对生物基因的修改。
- 微生物学 - 研究微生物的生物学分支。

食品科学 - 关注食品生产加工的跨学科应用科学，研究范围覆盖食物从产出到消费的所有环节。该学科常被人为属于生命科学，并与营养学相区分。相关学科包括：
- 人体营养（英语：Human nutrition） - 人类所需养分的研究。
- 食品技术 - 食品科学的分支，涉及食物的实际生产过程。

#### 环境
环境科学 - 对环境系统影响因素的综合研究，尤其注重系统中物理、化学和生物成分的相互作用。包括：
- 生物保育 - 保护与合理使用自然物种。
- 野生动物管理（英语：Wildlife management） - 平衡野生动物与人类需求的冲突。
- 资源管理（英语：Resource management） - 资源有效部署的研究。

#### 生态农业
生态农业 - 将符合生态运作的方式运用在农业生产系统里面的一种研究。相关学科包括：
- 生态学 - 研究生物与其周围环境（包括非生物环境和生物环境）相互关系的科学。
- 生态系统 - 某一特定区域生物与环境的总称，可被分为多种类型，例如湖泊、草原、森林、海洋等。
- 生物多样性 - 特定区域中生命的多样性及差异性。
- 气候变化对农业的影响
- 农业生态系统分析（英语：Agroecosystem analysis）
- 堆肥 - 被分解和回收的有机物质作为肥料和土壤调理剂。
- 环境经济学 - 经济学分支，关注环境与经济的关系。
- 绿肥 - 可以翻犛入土壤中作为肥料或改良土壤的植物。
- 自然资源 - 在其原始状态下就有价值的物产。
- 资源回收 - 也称为再利用或循环再造，是指收集本来要废弃的材料，分解再制成新产品，或者是收集用过的产品，清洁、处理之后再出售。
- 永续农业 - 采用生态学原则的农耕方法，在学术上指探讨生物与其环境互动的一门学科。

### 社会科学
农业经济学 - 经济学的一个分支，经济学原理在农业活动中的应用。主要关注最大程度提高农业产出，同时维持生态系统的状态。自20世纪以来，该学科的到了极大扩展。如今的农业经济学包含许多领域，与传统经济学多有重叠。研究对象包含：
- 农业系统（英语：Agrarian system） - 农业实践相关经济与科技因素研究。
- 农企业（英语：Agribusiness） - 农业相关的各类企业，包括农场、合同农场、种子供应、农用化学产品、农用机械、农产品的批发与分销，加工、营销和零售。
- 农业推广 - 向农业从业者组织学习交流活动，普及农业相关知识与技术。教授者通常来自不同学科，包括农业、农业营销、商业从业者。
- 农业营销（英语：Agricultural Marketing） - 涵盖农产品至消费者过程中的服务，其中可能有多层中间商。
- 外包收割（英语：Custom harvesting） - 拥有专业农业设备的团队为他人提供作物收割服务。这类服务使农民免于购买昂贵农业机械，有利于最大程度的利用机械设施。
- 经济发展 - 策略制定者与社区的一致行动，促进特定区域的生活水平与经济健康发展。
- 乡村发展（英语：Rural community development） - 致力于提升生活在乡村地区民众生活水平的活动，并借此维持乡村与城市的人口平衡。
- 乡村社会学 - 对非都市地区内的社会生活的研究。

### 教育
农业教育 - 关于农业活动中作物生产、牲畜管理、土地与水资源保护等主题的指导，以及正确使用化学产品和其它相关的农业知识。
农业交流 - 主要关注农业从业者与非农业利益相关者之间的信息交流。
世界农林院校列表 - 世界各地的农业高等院校。

### 理论
农业哲学 - 基于哲学框架，对农业基础与决策的系统性批评。
农业政策 - 与国内农业生产、农业进出口相关的法律法规。

## 农业历史

#### 各地农业史
农业史 - 定居农业从1万年前起源至现代的发展历史。
- 中国农业史
- 古希腊农业
- 古埃及农业
- 古羅馬農業

#### 农业革命
農業革命 - 历史上农业的重大革新变化，通常伴随著经济社会上的重大影响。
- 新石器革命 - 距今1万年前左右的新石器时代，世界各地农业的起源。
- 哥倫布大交換 - 于哥伦布发现美洲后，旧大陆与新大陆农业物种的交流。
- 苏格兰农业革命 - 苏格兰农业实践的一系列变化，始于17世纪，并持续到19世纪。
- 英国农业革命 - 也称为第二次农业革命，是17世纪中叶至19世纪末期劳动和土地生产率的提高引起的英国农业生产的空前增长。
- 绿色革命 - 或称为第三次农业革命，是一组1950年至1960年代末之间的一系列研究技术转让倡议，1960年代末开始显着提高了全世界特别是发展中国家的农业产量。